# Jorge Kirchhofer Cabral
Jorge Kirchhofer Cabral (ur. 30 maja 1903 w Recife, zm. 17 października 1962 w Rotterdamie) – brazylijski urzędnik konsularny i dyplomata.
Jego rodzicami byli João Crisóstomo da Rocha Cabral (1870-1946) oraz Berta Luisa Kirchhofer (1875-). W 1922 wstąpił do brazylijskiej służby zagranicznej, w której pełnił szereg funkcji, m.in. urzędnika konsularnego w Londynie (1922-1923), Genewie (1923-1924), Zurychu (1924-1927), następnie odbył służbę wojskową w Rio de Janeiro (1927-1928), powrócił do służby zagranicznej m.in. w Hamburgu (1929-1930), Nowym Jorku (1931-1934), resorcie spraw zagranicznych (Secretaria de Estado) (1934-1939), był konsulem w Gdyni (1939), Oslo (1939-1940), Berlinie (1940), Frankfurcie nad Menem (1940), II/III sekretarzem/konsulem/charge d'affaires w Bogocie (1946-1947), Frankfurcie nad Menem (1955), II sekretarzem/konsulem/charge d'affaires w Damaszku (1958-1961), konsulem generalnym w Rotterdamie (1961-1962).